# Sinepalpigramma longiterebratum
Sinepalpigramma longiterebratum är en stekelart som beskrevs av Gennaro Viggiani och Pinto 2004. Sinepalpigramma longiterebratum ingår i släktet Sinepalpigramma och familjen hårstrimsteklar.
Artens utbredningsområde är Ecuador. Inga underarter finns listade i Catalogue of Life.